# Zijiang
Zijiang (kinesisk skrift: 资江; pinyin: Zījiāng; Wade-Giles: Tzu-chiang, også kaldt Zishui, 资水) er en af de fire største floder i provinsen Hunan i Kina, og en af de vigtigste bifloder til Yangtze. Den er 653 km lang og har et afvandingsområde på 28.214 km², hvorav 26.728 km² ligger i Hunan.
Zijiang har to kilder, en sydlig og en vestlig. Den sydlige kildeflod, Daxishui-floden, har sit udspring på nordsiden af Yuechengkoubjergne i Ziyuan amt i Guangxi, og løber så gennem amtet Xinning i bypræfekturet Shaoyang. Den vestlige kildeflod, Heshui-floden, kommer fra Huangmajie i det autonome amt Chengbu Miao, og løber gennem byen Wugang og amtet Longhui.
De to kildefloder mødes ved Shuangjiangkou i amtet Shaoyang og forenes der til Zijiang, som  løber videre til Dongtingsøen ved Ganxikou i Yìyáng, og videre til Yangtze.
De fire største floder i Hunan er: Xiangjiang, Yuanfloden, Zijiang og Lishuijiang.
28°48′N 112°38′Ø / 28.800°N 112.633°Ø